# 三菱・エクリプス
エクリプス（ECLIPSE）は、三菱自動車工業がかつて北米を中心に販売していたクーペおよびオープンカー型の乗用車である。

## 概要
1980年代後半、三菱自動車が北米市場で展開するラインナップにあったスポーツカーはスタリオンのみであった。当時はコンパクトカーを中心に小型車（ポニーカー）の人気が高まっていた時期でもあり、現地で展開していた日本メーカーにはマツダ・サバンナRX-7や日産・300ZX、トヨタ・スープラなど強力なライバルがいた。しかしスタリオンだけでは訴求力に欠いており、新たなモデルの開発の必要に迫られていた。
また、当時提携関係にあったクライスラーでは、同社で販売していたレーザーがモデル末期に差しかかっており、このクラスの後継車の開発の必要に迫られていた。
類似したコンセプトの車種の開発を迫られていたこともあり、三菱とクライスラーは新型車の開発で協業することになる。かねてからの課題であった輸入車規制に対応する必要があったこともあり、両社は北米市場で展開する小型車を生産するための合弁企業「ダイアモンド・スター・モーターズ（DSM）」（現在のMMNA(Mitsubishi Motors North America)のディビジョンのひとつ）を1985年10月に設立し、新型スポーツカーの開発に取り組むことになった。DSMはその出資比率により設立当初から三菱色が強く、これにより新型スポーツカーの開発はギャランをベースとすることになった。以上のような経緯を経て誕生したのがエクリプスである。
エクリプスは北米市場以外でも展開され、4代目以外の全世代が日本へ導入された。しかし、元来北米市場をターゲットにしていたため左ハンドル車のみの設定で、販売台数も少ない。

## 初代（1989年-1995年）D21/22/27A型
スタリオンの後継モデルとして1989年にアメリカで発売された。シャーシおよび駆動系はギャランのコンポーネントをベースとしているため、FFと4WDから選択できた。4G63型エンジンを搭載していたことにより、北米市場ではその圧倒的なパフォーマンスでヒットを飛ばした。生産台数は30万2,547台
グレード展開は前輪駆動＋直4SOHC 1.8L NAエンジンの「ベース」(D21A型)、前輪駆動＋直4DOHC 2.0L NAエンジンの「GS」(D22A型)、前輪駆動＋直4DOHC 2.0L ターボの「GS-T」および四輪駆動＋直4DOHC 2.0L ターボの「GSX」(D27A型)がラインナップされた。トップグレードのターボモデルは、クライスラー仕様であるプリムス・レーザーとイーグル・タロンにも同様のモデルが存在していたが、エクリプスではエンジン、パワートレイン、トリムオプションのフルラインが組み合わせ可能で、FFのGS-T（ターボ用T）と4WDのGSXという2つのラインナップを持ち、かつトリムやオプションの組み合わせ次第ではイーグル仕様より廉価なターボモデルが注文可能であった。逆にイーグル・タロンではより高級なイメージに合わせて、1993年までこれらを組み合わせることができなかった。エクリプスのトップスピードは143mph（230km/h）で、0-60mph到達時間はわずか6.3秒で、93mph走行時は15.1秒で1/4マイル（約400メートル）を通過する。 
エクステリアでは当時のクーペにおいて主流であったリトラクタブル・ヘッドライトが採用され、グレードによってはバンパー内にオプションとしてフォグランプが選択できた。ダッシュボードには、すべてのコントロールが円弧で到達できるようにする角度のついたデザインが採用されていた。ラゲッジは当時の同クラスのクーペと比べ、容量が大きくとられていた。
アメリカ以外でも展開され、ヨーロッパ地域、日本などアジア地域にも順次導入されていった。また、クライスラーによるバッジエンジニアリングを前提としていたため、姉妹車として「プリムス・レーザー」、「イーグル・タロン」も登場した。なお、レーザーは2代目に移行することなく1代限りで廃止された。
1992年にマイナーチェンジが行われ、フェイスリフトが施されて前後のデザインが大きく変わり、特にフロントマスクは固定ライトとなった。
初代エクリプスは、2代目エクリプスをフィーチャーした映画「ワイルド・スピード」が上映されるまで、アメリカで販売される三菱車の中で最も人気があった。北米の自動車雑誌におけるパフォーマンステストにおいても「ポルシェ・944を困惑させるのに十分なパフォーマンスを備えた廉価なスポーツクーペ（Car and Driver 1989）」などとして、ターボモデルが常にクラス上位を争っていた。また、1989年から1992年の間、ターボモデルがカーアンドドライバー誌の「テンベストリスト」に加えられている。

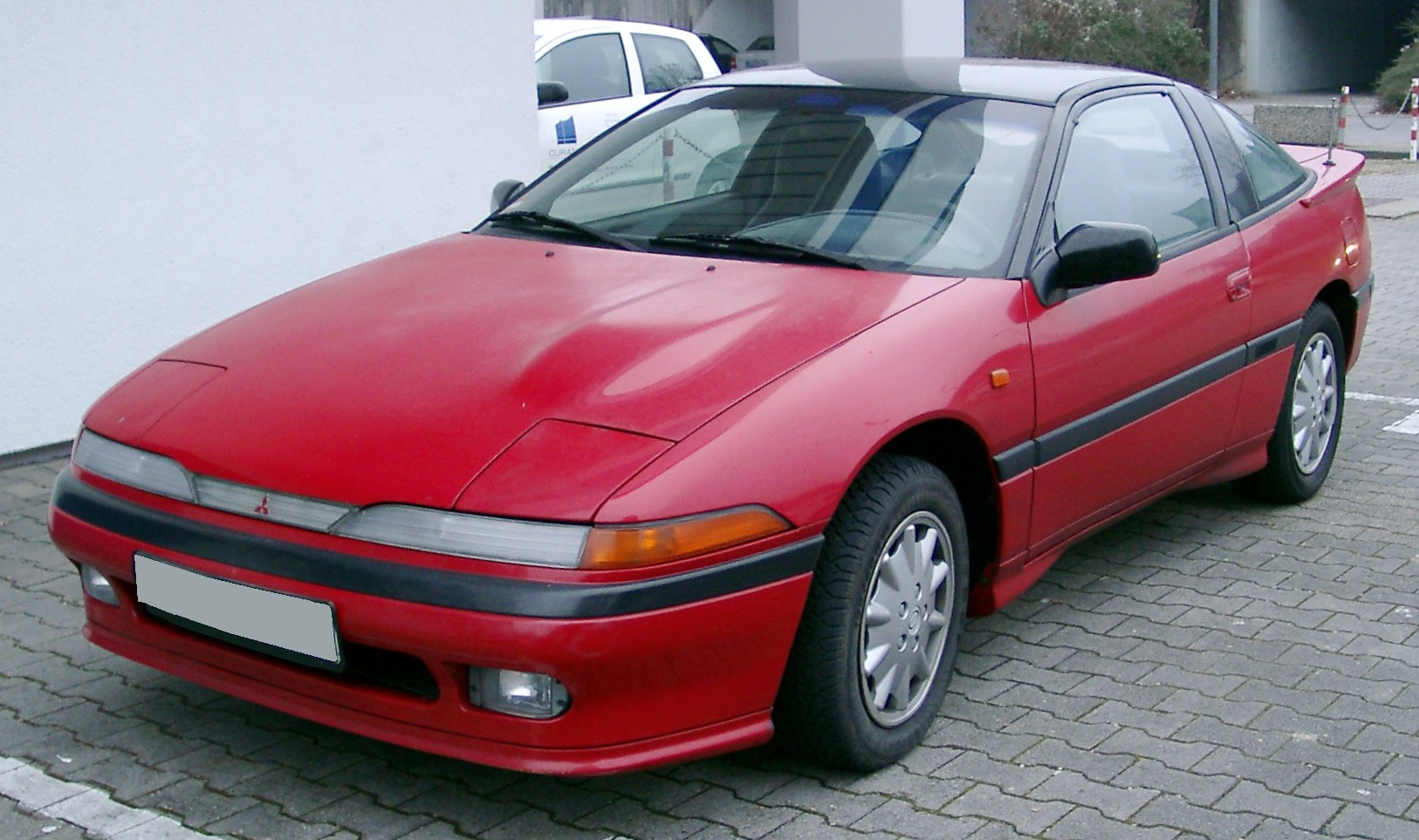
前期型（欧州仕様・GS）
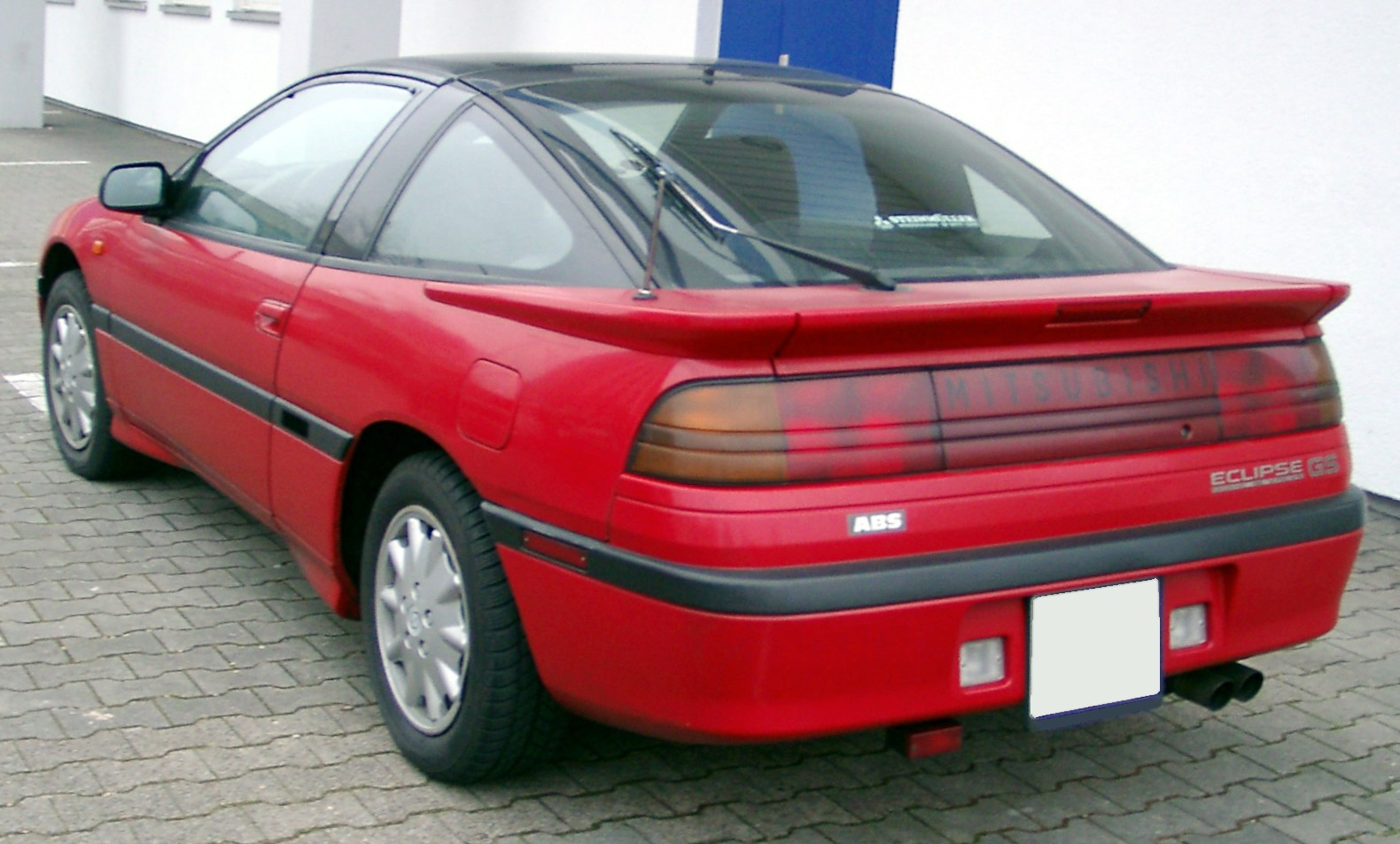
前期型・リア（欧州仕様・GS）
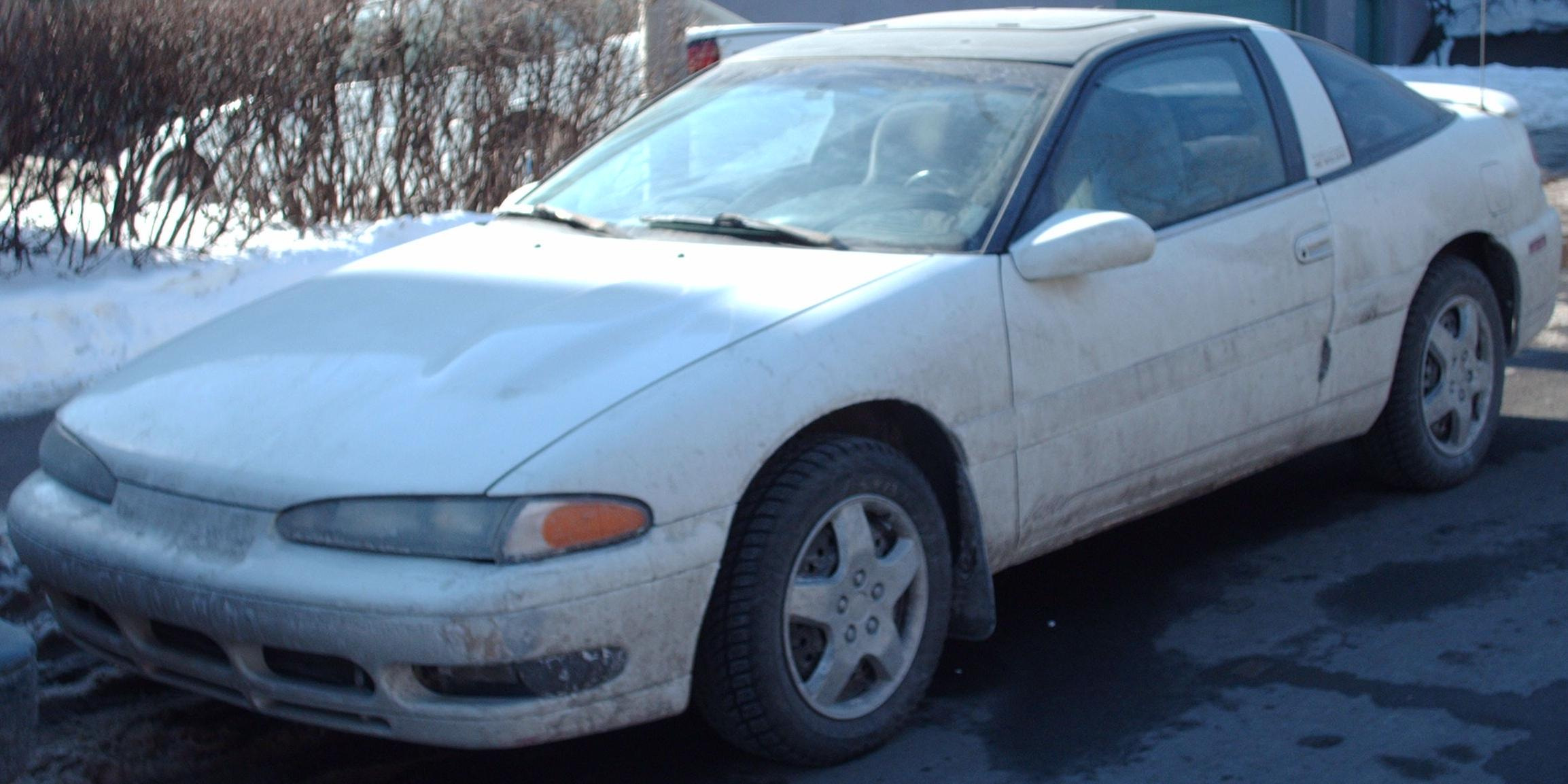
プリムス・レーザー（後期型）
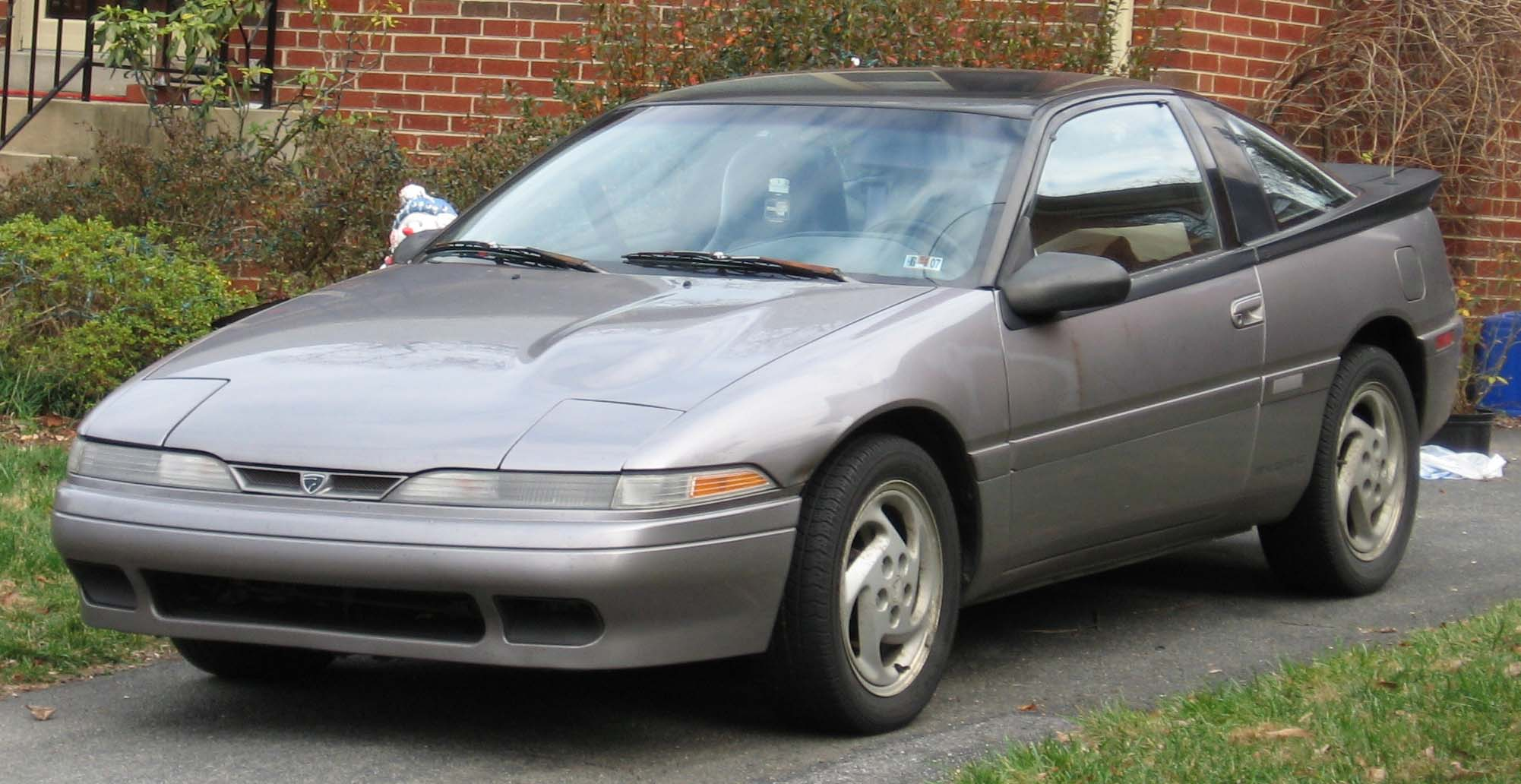
イーグル・タロン（前期型）

### 日本での販売
日本では1990年6月に発売。「GS」と「GSX」が導入され、「GSX」は当時の三菱の日本国内のグレード展開にあわせて「GSR-4」とされた。生産は北米仕様と同じくDSMが担当。
日本国内仕様では、当時の保安基準の関係でウインカーの位置が薄型ポジションランプ内側からフォグランプの位置に移設された。フェンダーには欧州仕様と同様にウインカーが増設され、サイドミラーは北米のエアロミラーに対して可倒式となった。シートベルトも北米仕様と同じ肩ベルトのみオートマチックシートベルト（シートベルト自動装着装置）が装備された。なお、北米仕様で1992年に行われたフェイスリフトは行われず、終始リトラクタブル・ヘッドライトのままであった。
また、石原プロ制作のドラマ「ゴリラ・警視庁捜査第8班」とのタイアップ企画で、日本独自の仕様としてスタリオン同様にガルウィングドア仕様のモデルを発売することになり、新車の本体価格+加工費用で三菱ディーラーにて受注生産された。

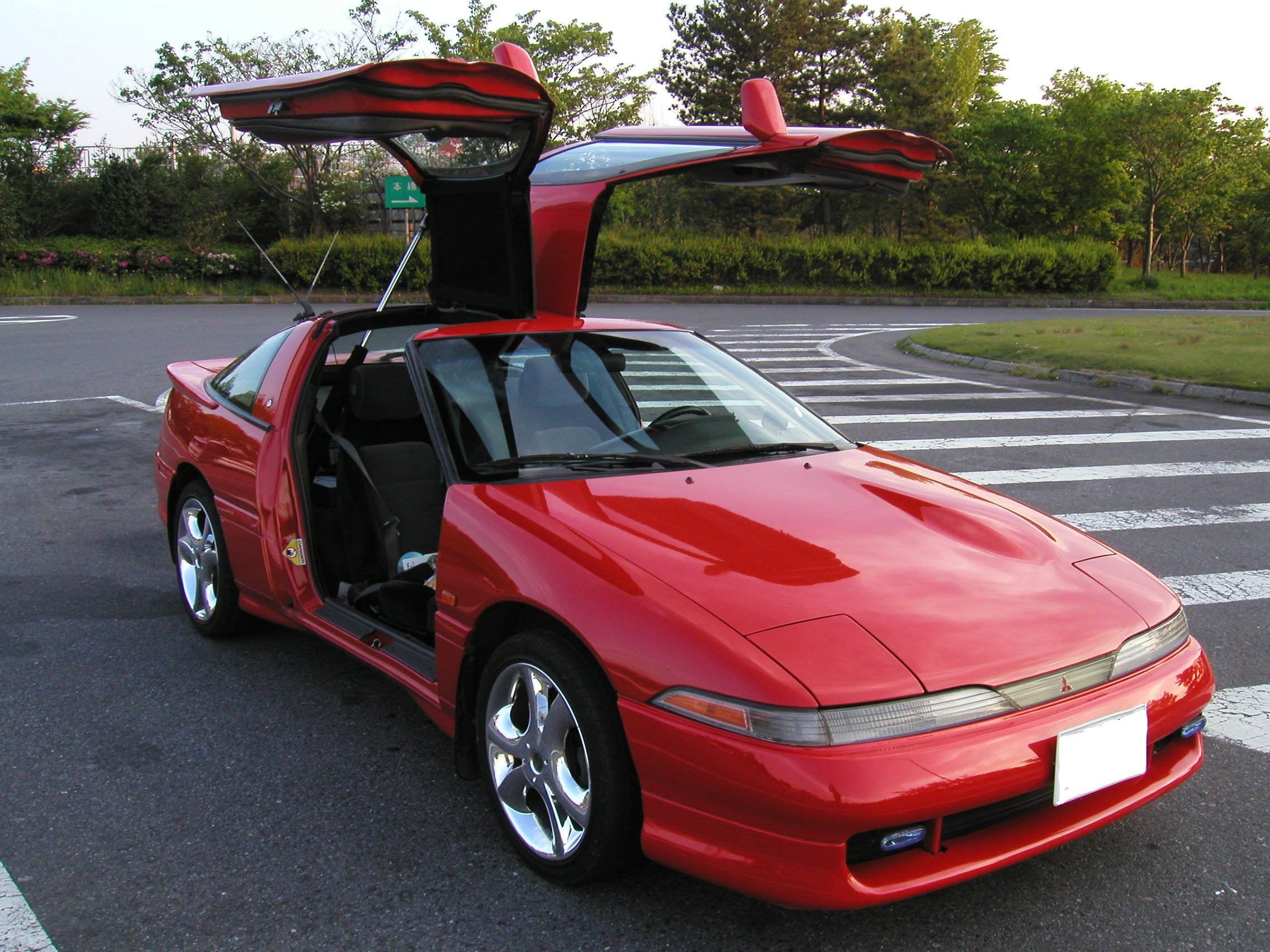
ガルウイング仕様

## 2代目（1994年-1999年）D32/38A型
1994年6月、1995年モデルイヤーとしてアメリカで2代目がデビューする。外観は先代に比べて流麗な丸みを帯びたマイルドなデザインとなった。先代と同じく6代目ギャランの基本コンポーネントを流用しており、シャシも同一のため部品の従来型との互換性も高く、カスタムを行うユーザーに好意を持って受け入れられた（ただし足回りは再設計されている）。搭載エンジンは先代に引き続いて4G63型を搭載しているが、世代が新しくなっており出力も230psへ向上している。足回りはより洗練されたサスペンション設計となり、フロントにはダブルAアームサスペンションを使用し、リアはマルチリンクシステムを搭載する。
グレード展開は前輪駆動＋クライスラー製420Aエンジンを搭載したRS、前輪駆動＋4G63NAエンジンのGS、前輪駆動＋4G63ターボのGS-T、四輪駆動＋4G63ターボのGSXがラインナップされた。インテリアについて、ダッシュボードは先代と異なりベースとなったギャランに近いおとなしいデザインとなった。また先代から大きく改善されたポイントとしては運転席と助手席に搭載したデュアルエアバッグとABSの搭載があげられる。デュアルエアバッグが標準搭載されたことにより、シートベルト自動装着装置については廃止となっている。
1996年からは1997年モデルイヤーとしてフェイスリフトが行われるとともに、コンバーチブルモデルのスパイダーが追加された。スパイダーは前輪駆動モデルのみラインナップされ、2.4LのGSまたは2.0LのGS-Tのいずれかが選択できた。フェイスリフトは先代と異なりバンパーやヘッドライトのインナーハウジング形状が変わる程度の小変更となっているが、GS-TとGSXには大きなリアスポイラーが装着された。インテリアについても変更となり、1997-1999年モデルではインテリアカラーの選択肢が青から灰色に変わり、1995-1996年モデルは黒/灰色、淡黄色/灰色、灰色に変わった。ブラックレザーのインテリアオプションは1999年にのみ設定されていた。
1999年には特別仕様として "10th Anniversary OZ Rally"バージョンが発売された。このモデルはO・Z Racingのロゴが入った16インチのアルミホイールを装着し、インテリアはシート等がレザー仕様となっている。スペシャルエディションパッケージは、420Aエンジンでのみ提供された。
先代同様、ヨーロッパ地域および日本などアジア地域にも導入された。イーグル・タロンは1998年のイーグルブランド廃止とともに生産終了となったが、エクリプスは1999年まで生産が継続された。
販売期間中において、2代目エクリプスは初代より人気があるものではなかった。しかし、2001年に本車をフィーチャーした映画「ワイルド・スピード」が上映されたことで一躍人気となり、エクリプスはスポーツコンパクトとしての地位を確たるものとした。

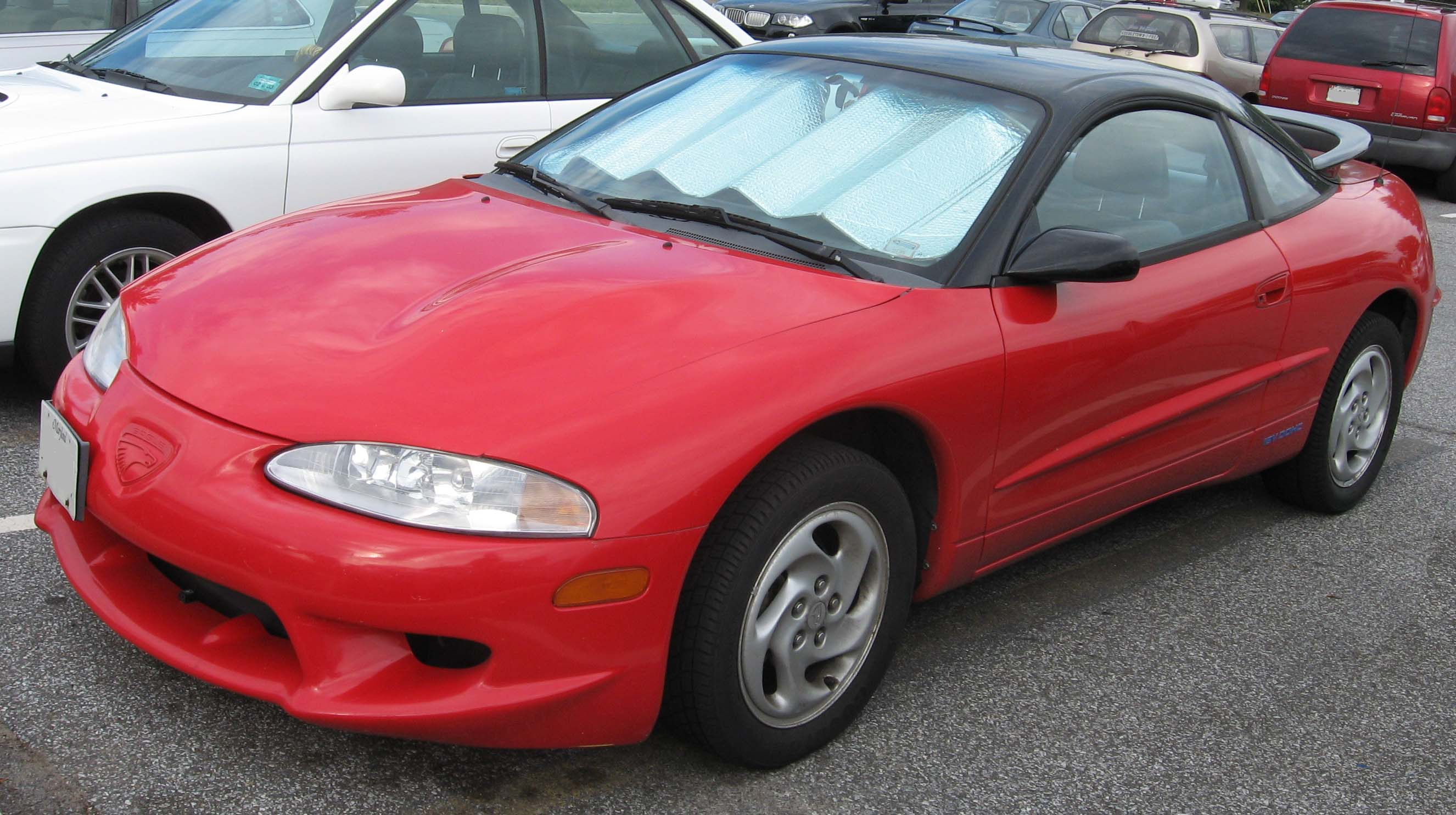
イーグル・タロン（後期型）
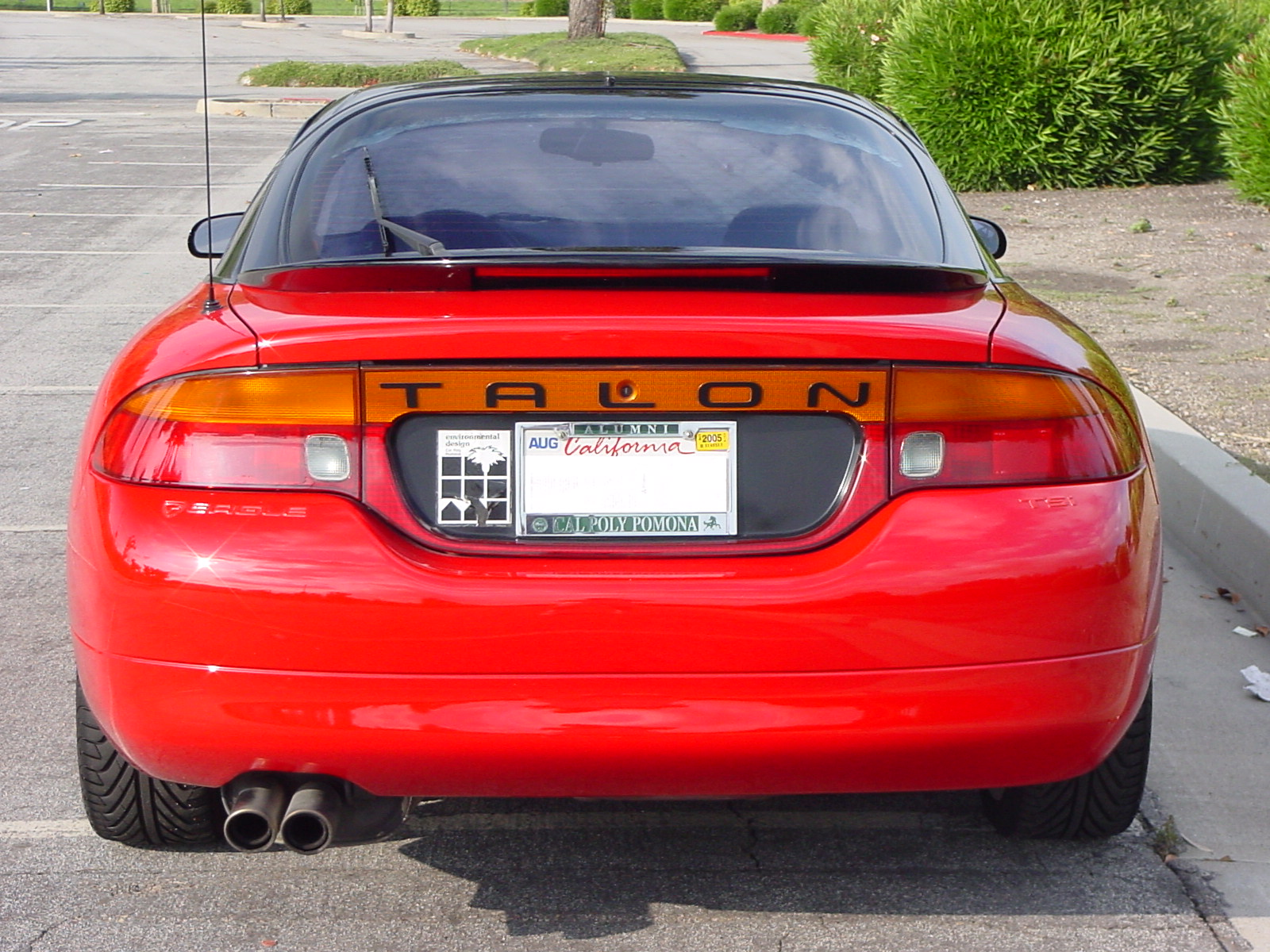
イーグル・タロン リア
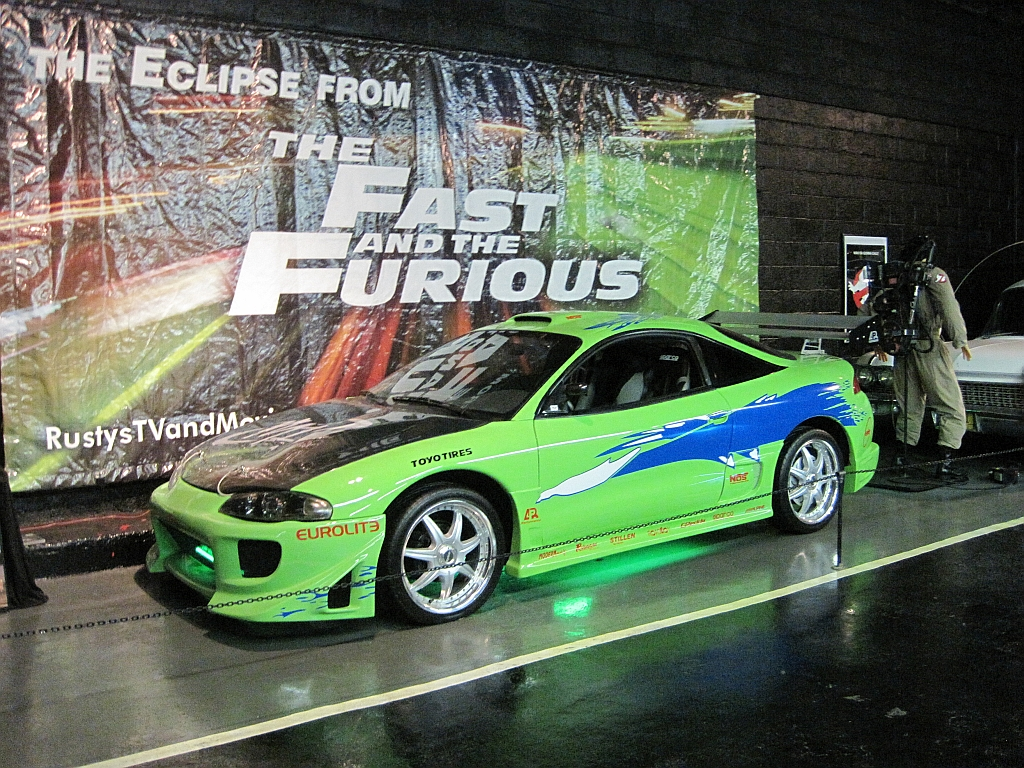
「ワイルド・スピード」劇中仕様車

### 日本での販売
日本へは1995年6月に導入。前輪駆動+ターボモデル（北米版GS-Tに相当）の1グレードのみの展開であった。1996年にはスパイダーが追加された。
日本で発売された当初、三菱レンタカーでは8,500円（当時のレートで約100ドル）で乗れるキャンペーンを行っていたことがある。

## 3代目（1999年-2006年）D53A型
1999年7月にデビュー。北米生産のギャランのプラットフォームを流用しており、駆動方式はFFのみとなる。また先代までの特徴であった4G63エンジンやターボモデルもラインナップされておらず、代わりに3.0L V6 SOHC 6G72　および 2.4L L4 4G64 SOHCが搭載された。
従来モデルよりもラグジュアリー志向に振っており、パフォーマンスカーとしての性格はかなり落ち着いている。また先代までに比べ販売価格も上昇している。クーペは2005年に販売終了。

### 日本での販売
日本へは、2004年10月25日にスパイダーのみが左ハンドルのままで発売された。日本仕様はAT車のみの設定で本革シートを装備し、アメリカのオーディオメーカー、インフィニティ製カーオーディオを標準装備している。車輌側面のウインカーランプ装着等の日本国内保安基準適合措置以外は、ほぼ米国仕様そのままで販売された。
2006年3月で販売終了となり、日本市場における三菱のラインナップからクーペタイプの車種が消滅した。

## 4代目（2005年-2012年）DK2/4A型
2005年のデトロイトモーターショーにプロトタイプを出展。同年5月20日に北米でクーペがで発売され、発売から1週間で1万台以上もの受注を達成した。スパイダーは翌2006年のデトロイトモーターショーで初披露され、同年4月19日に発売された。エンジンはV型6気筒 3.8L（260馬力）と、直列4気筒 2.4L（165馬力）の2種類で、いずれもMIVEC仕様である。日本やヨーロッパでは販売されなかったが、韓国では2008年10月より、MMSKコーポレーションを通じてクーペ・2.4Lのみが販売された。
2011年1月に発表された中期経営計画「ジャンプ2013」において、販売不振が続く北米事業を立て直すため、2014年までに北米専用車を全て廃止すると宣言した。2012年12月11日に生産を終了し、北米での販売を年内に終了する事が発表された。

## 車名の由来
- 18世紀イギリスの競走馬「エクリプス」にちなみ命名[9]。

「エクリプス」の語は「日食」「月食」の「食」の意味を持ち、その競走馬も日食当日に生まれたことに由来する命名。
デンソーテンのカーオーディオにも同名の「ECLIPSE」ブランドがある（より英語の発音に近づけて「イクリプス」と読ませる）。
- なお、2017年に発表されたクロスオーバーSUVのエクリプスクロスについては、名称は本車から採ったとする一方で単に「日食」の意味であるとされており、競走馬の件については触れられていない[10]。